# Morti nel 1945/Agosto
| Questa pagina contiene informazioni ricavate automaticamente dalle voci biografiche con l'ausilio del template Bio e di un bot. L'aggiornamento è periodico e automatico e ricostruisce completamente la pagina. Se manca una persona in questa lista, sei pregato di non aggiungerla, ma accertati piuttosto che la sua voce biografica contenga il template Bio e che i dati anagrafici siano correttamente compilati. Se il template Bio manca, inseriscilo tu stesso o, in alternativa, metti l'avviso {{tmp\|Bio}} che ne segnala la mancanza. Se i dati riportati sono sbagliati, correggi direttamente la voce biografica; le modifiche saranno visibili in questa lista entro pochi giorni. Per chiarimenti vedi il progetto biografie. La lista contiene solo le 77 persone che sono citate nell'enciclopedia e per le quali è stato implementato correttamente il template Bio. Pagina aggiornata al 2 ago 2025. |

- 1º agosto - Gyula Csortos, attore ungherese (n. 1883)
- 1º agosto - Naoshi Kanno, aviatore e militare giapponese (n. 1921)
- 1º agosto - Dante Zeno Rubelli, imprenditore italiano (n. 1878)
- 2 agosto - Pietro Mascagni, compositore e direttore d'orchestra italiano (n. 1863)
- 2 agosto - Emil von Reznicek, compositore e direttore d'orchestra austriaco (n. 1860)
- 4 agosto - Gerhard Gentzen, matematico e logico tedesco (n. 1909)
- 6 agosto - Friedrich Bollinger, calciatore svizzero (n. 1885)
- 6 agosto - Richard Bong, militare e aviatore statunitense (n. 1920)
- 6 agosto - Tommaso Claps, giurista, poeta e storico italiano (n. 1871)
- 6 agosto - György Doros, schermidore ungherese (n. 1890)
- 6 agosto - Hiram Johnson, politico statunitense (n. 1866)
- 6 agosto - Paul Koebe, matematico tedesco (n. 1882)
- 6 agosto - Naoemon Shimizu, calciatore giapponese (n. 1902)
- 8 agosto - Ernest Arnfield, allenatore di calcio inglese (n. 1853)
- 8 agosto - Ettore Casati, giurista e magistrato italiano (n. 1873)
- 8 agosto - Joseph Pujol, artista e imprenditore francese (n. 1857)
- 9 agosto - Harry Hillman, ostacolista e velocista statunitense (n. 1881)
- 9 agosto - Jakov Aleksandrovič Protazanov, regista cinematografico sovietico (n. 1881)
- 9 agosto - Charles Sands, golfista e tennista statunitense (n. 1865)
- 10 agosto - Robert Goddard, scienziato, ingegnere e docente statunitense (n. 1882)
- 10 agosto - Edouard Leys, missionario e vescovo cattolico belga (n. 1889)
- 11 agosto - Agostino Bellandi, ciclista su strada italiano (n. 1907)
- 11 agosto - Erwin Ding-Schuler, medico e chirurgo tedesco (n. 1912)
- 12 agosto - George Arundale, teosofo inglese (n. 1878)
- 12 agosto - René Boulanger, ginnasta francese (n. 1895)
- 12 agosto - Karl Leisner, presbitero tedesco (n. 1915)
- 12 agosto - Franz Thorbecke, geografo tedesco (n. 1875)
- 13 agosto - Eric Phipps, diplomatico inglese (n. 1875)
- 14 agosto - Luigi Balbo Bertone di Sambuy, nobile e politico italiano (n. 1873)
- 14 agosto - Marija Nikitična Cukanova, militare sovietica (n. 1924)
- 15 agosto - Korechika Anami, generale giapponese (n. 1887)
- 15 agosto - Kenji Hatanaka, militare giapponese (n. 1912)
- 15 agosto - Thomas Sylvester Taylor, calciatore canadese (n. 1880)
- 15 agosto - Matome Ugaki, ammiraglio giapponese (n. 1890)
- 16 agosto - Kamil Krofta, storico, politico e diplomatico cecoslovacco (n. 1876)
- 16 agosto - Cyril Scott, attore irlandese (n. 1866)
- 16 agosto - Takijirō Ōnishi, ammiraglio giapponese (n. 1891)
- 17 agosto - Roberto Corsini, pittore, intarsiatore e fotografo italiano (n. 1894)
- 17 agosto - Gino Marinuzzi, direttore d'orchestra e compositore italiano (n. 1882)
- 17 agosto - Fernando Nizza, calciatore e dirigente sportivo italiano (n. 1884)
- 17 agosto - Harry von Rochow, cavaliere tedesco (n. 1881)
- 18 agosto - Subhas Chandra Bose, politico e militare indiano (n. 1897)
- 19 agosto - Edmund Groag, storico austriaco (n. 1873)
- 19 agosto - Andrejs Krisons, cestista e calciatore lettone (n. 1909)
- 19 agosto - Albert Jay Nock, saggista statunitense (n. 1870)
- 20 agosto - Francesco Orestano, filosofo italiano (n. 1873)
- 21 agosto - Vladimir Aleksandrovič Braun, regista cinematografico sovietico (n. 1896)
- 21 agosto - Maurice Eliot, pittore, incisore e illustratore francese (n. 1862)
- 22 agosto - Roland Heinrich Scholl, chimico svizzero (n. 1865)
- 23 agosto - Leo Borchard, direttore d'orchestra tedesco (n. 1899)
- 23 agosto - Ludwig von Hofmann, pittore tedesco (n. 1861)
- 23 agosto - Hugh Young, medico, chirurgo e scienziato statunitense (n. 1870)
- 23 agosto - Stefania del Belgio, principessa belga (n. 1864)
- 24 agosto - France Kunstelj, drammaturgo sloveno (n. 1914)
- 25 agosto - Willis Lee, ammiraglio e tiratore a segno statunitense (n. 1888)
- 25 agosto - Oliver Morosco, produttore teatrale statunitense (n. 1875)
- 25 agosto - Giorgio Pitacco, politico italiano (n. 1866)
- 25 agosto - Pietro Tesauri, arcivescovo cattolico italiano (n. 1882)
- 26 agosto - Carlo Colussi, politico e giornalista italiano (n. 1891)
- 26 agosto - Georg Grimm, giurista e magistrato tedesco (n. 1868)
- 26 agosto - József Vágó, calciatore ungherese (n. 1906)
- 26 agosto - Franz Werfel, scrittore e drammaturgo austriaco (n. 1890)
- 26 agosto - Fedora di Sassonia-Meiningen, nobile tedesca (n. 1879)
- 27 agosto - Elfego Baca, pistolero statunitense (n. 1865)
- 27 agosto - Arthur Ellery, regista e attore statunitense (n. 1870)
- 27 agosto - María Pilar Izquierdo Albero, religiosa spagnola (n. 1906)
- 27 agosto - Reynold A. Nicholson, iranista, islamista e arabista britannico (n. 1868)
- 27 agosto - George Ross, ginnasta britannico (n. 1877)
- 27 agosto - Luigi Sabaini, calciatore italiano (n. 1917)
- 28 agosto - Icilio Bacci, politico italiano (n. 1879)
- 29 agosto - Charles Ruch, vescovo cattolico e teologo francese (n. 1873)
- 29 agosto - Constantin Tănase, attore teatrale, drammaturgo e cabarettista rumeno (n. 1880)
- 30 agosto - Abel Faivre, pittore, litografo e illustratore francese (n. 1867)
- 30 agosto - Alfréd Schaffer, calciatore e allenatore di calcio ungherese (n. 1893)
- 31 agosto - Stefan Banach, matematico polacco (n. 1892)
- 31 agosto - Macario III di Alessandria, vescovo cristiano orientale egiziano (n. 1872)
- 31 agosto - Elsa Stralia, soprano australiano (n. 1881)